# Castle Varrich

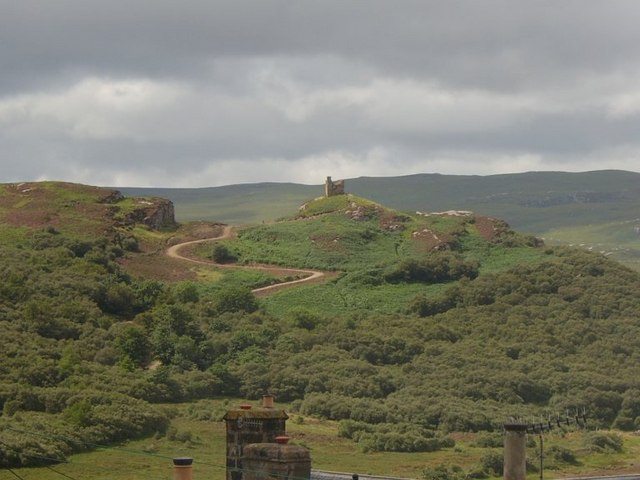
Castle Varrich

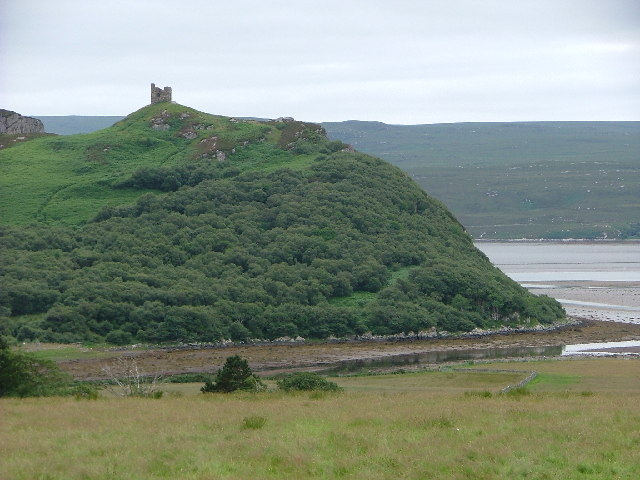
Castle Varrich

Castle Varrich (schottisch-gälisch Caisteal Bharraich) ist die Ruine einer Höhenburg in der Nähe des Dorfes Tongue in der schottischen Council Area Highland. Die Ruine liegt auf einem Felsvorsprung über dem Kyle of Tongue und dem Dorf Tongue. Die Ursprünge der Burg sind unbekannt.
Die Ruine ist als Scheduled Monument denkmalgeschützt.

## Beschreibung
Castle Varrich, einst der Sitz des Clan MacKay, soll über 1000 Jahre alt sein und man denkt, dass sich unter der Ruine Höhlen befinden, in denen einst die Mackays lebten. Die Mackays sollen ihre Burg an dieser Stelle im 14. Jahrhundert über einem alten nordischen Fort erbaut haben.
Die Mauern sind im Allgemeinen 1,4 Meter dick oder dicker und bestehen aus grob behauenen Blöcken metamorphen Sandsteins unterschiedlicher Dicke, die in grober Ordnung zufälliger Tiefe verlegt wurden. Die Steine scheinen ohne Mörtel verlegt worden zu sein und lassen nur geringe Verwitterungsspuren erkennen, wenn man ihre über 1000-Jährige Geschichte und das raue Wetter an diesem Ort bedenkt. An Stellen, an denen Teile der Mauer weggebrochen sind, scheint es, als sei ihre Konstruktion über die gesamte Mauerdicke gleich, anders als bei Mauern, deren Verkleidung eine feinere Struktur aufweist, aber ihr Kern aus Geröll besteht.
Die Burg hatte zwei Vollgeschosse und ein Dachgeschoss. Das Erdgeschoss könnte als Stallung gedient haben; man betrat es durch eine Tür in der nördlichen Mauer. Zwischen den Geschossen gab es keinerlei Treppen, sodass man denkt, dass das Erdgeschoss nur für Pferde oder Vieh gedacht war. Der Eingang zum Obergeschoss befand sich auf der Südseite und konnte vermutlich über eine Leiter oder bewegliche Treppe erreicht werden. In der östlichen Mauer befand sich ein Fenster und in der westlichen ein offener Kamin; beides ist heute so weit eingestürzt, dass man es nicht mehr erkennen kann. Später wurde der Sitz des Clanchefs nach Torque House verlegt. Varrich Castle ist zu Fuß etwa eine Stunde vom Dorf Tongue entfernt und stellt eine gut sichtbare Landmarke dar.